# Cyrestis formosa
Cyrestis formosa är en fjärilsart som beskrevs av Felder 1867. Cyrestis formosa ingår i släktet Cyrestis och familjen praktfjärilar. Inga underarter finns listade i Catalogue of Life.